# عثمان محمد علي
عثمان محمد علي (13 أبريل 1935 - 12 نوفمبر 2023) ممثل مصري. وهو والد الفنانة سلوى عثمان اشتهر بالادوار الثانوية. وكان له الفضل في اكتشاف بعض المواهب الفنية مثل الفنانة الراحلة مديحة كامل.

## وفاته
توفي في 12 نوفمبر 2023 عن عمر ناهز الثامنة والثمانين، بعد أزمة صحية تعرض إليها، وذلك بعد أشهر من إصابته بجلطة في المخ خلال تصوير أحد الأعمال.

## أعماله

### أفلام
| - الجريمة تدق الباب:2001 - أبناء الشيطان:2000 - شجيع السيما:2000 - أمن دولة:1999-مدير امن الدولة - ٤٨ ساعة في إسرائيل:1998 - أشغال شاقة:1998-رئيس مكتب مكافحة المخدرات | - الرجل الذي عاش:1997 - سقوط الطائر الغريب:1995 - ليه يا دنيا:1994 - أقوى الرجال:1993-شيخ المسجد - خادمة ولكن:1993-رجائي عبدالحميد - مهمة في تل ابيب:1992-رئيس المخابرات المصرية | - اليوم المشهود:1991-مدير الإعلانات - أحلام المعلمة طماطم:1990 - الخطر:1990 - شبكة الموت:1990 - امرأتان ورجل:1987-الدكتور الجراح سمير - ثمن الغربة:1987-عماد |

### مسلسلات
| - حي السيدة زينب:2021 - في يوم وليلة:2021-عزت - هوجان:2019-الشيخ - الدولي:2018-ضيف شرف - السلطان والشاه:2017-علي باشا الخادم - ضيف شرف - أنا شهيرة أنا الخائن:2017-منصور - جد رؤوف - قضاة عظماء ج1: 2016 - أوراق التوت:2015-التاجر تاشو - ولاد السيدة:2015 - ولي العهد:2015-فياض الجبلاوي - السيدة الأولى:2014 - أنا عشقت:2014 - جبل الحلال:2014 - الصقر شاهين:2013 - العراف:2013-صالح أبو العز - ألف سلامة:2013-الشيخ حسان - خلف الله:2013 - خيبر:2013-دواس بن حواش - سلسال الدم ج1: 2013-عبد الرحمن المسلماني - أخت تريز:2012-الشيخ محمود زايد - الإمام الغزالي:2012-أحمد الراذكاني - الصفعة:2012 - بفعل فاعل:2012 - رقم مجهول:2012 - قضية معالي الوزيرة:2012 - الريان:2011 - مسيو رمضان مبروك أبو العلمين حمودة:2011 - وادي الملوك:2011-الحاج قرطة - إغتيال شمس:2010 - الجماعة ج1: 2010 - بره الدنيا:2010 - زهرة وأزواجها الخمسة:2010 - سقوط الخلافة:2010-شيخ التكية - قصة حب:2010-أمين - منتهى العشق:2010 - أفراح إبليس ج1: 2009-والد (حورية) - الأدهم:2009-ضيف شرف - الباطنية:2009-بشندي - الدنيا لونها بمبي:2009 - أولاد الحلال:2009 - العارف بالله الإمام عبد الحليم محمود:2008 - بنت من الزمن ده:2008 - شرف فتح الباب:2008-رجب حمزة عبد الفتاح - طريق الخوف:2008 - عدّى النّهار:2008-عميد كلية الحقوق - ناصر:2008-إسماعيل صدقي - ضيف شرف - أزهار:2007 - الإمام الشافعي:2007-أبو جعفر المنصور - حق مشروع:2007 - دنيا:2007 | - قلب امرأة:2007 - من أطلق الرصاص على هند علام:2007 - يتربى في عزو:2007-الحاج خليل - حبيب الروح:2006 - على باب مصر:2006-الكتبي - علي يا ويكا:2006-المعلم عبدون - كشكول لكل مواطن:2006 - اعترافات الثعالب:2005 - التوبة:2005 - الرقص مع الزهور:2005 - السيرة العاشورية: الحرافيش ج2: 2005- الشيخ منصور - الظاهر بيبرس:2005 - قصاقيص ورق:2005 - ينابيع العشق:2005 - أحلام هند الخشاب:2004 - أهل الرحمة:2004-الحج راضي - عفاريت السيالة:2004-بدوي - عيش أيامك:2004 - أبيض x أبيض:2003-خيري - أنوار الحكمة:2003 - أولاد الأكابر:2003-الناظر رشوان - حد السكين:2003 - عاصفة الشك:2003 - غداً يوم آخر:2003 - غدر وكبرياء:2003 - العطار والسبع بنات:2002-شاهين - الهـودج:2002-سيف - أميرة في عابدين:2002-ضيف شرف - بلد المحبوب:2002 - سيف اليقين:2002 - فارس العرب:2002-ضيف حلقات - القاضي أبو بكر بن كامل - قاسم أمين:2002-الشيخ السادات - يحيا العدل:2002 - عائلة الحاج متولي:2001-حسين - يعود الماضي يعود:2001 - الحسن البصري:2000-محمد بن سيرين - السفينة والربان:2000 - الفتح المبين:2000-ميمان - الفسطاط:2000 - أمشير:2000-عماد - أوان الورد:2000 - بيت الزعفراني:2000 - حديقة الشر:2000 - حلم آخر الليل:2000-إمام المسجد - حلم العمر:2000 - خيال الظل:2000 - ذو النون المصري:2000-القاضي أشهب أبو الليث - القطار الأخير:1999 - الليث بن سعد:1999-ابن رفاعة - خلف الأبواب المغلقة:1999 - خيانة:1999-القاضي | - الإمام ابن حزم:1998-أبو الوليد الباجي - الجانب الآخر:1998 - السيرة العاشورية: الحرافيش ج1:1998 - الضوء الشارد:1998-سلطان بك- ضيف الحلقات - المجهول:1998 - أوراق مصرية ج1 :1998-حسين رشدي باشا - بنات سعاد هانم:1998-ضيف شرف - حب تحت الحراسة:1998 - حبيبي حبيبتي:1998 - رد قلبي:1998- محمد حسين هيكل - رياح الشرق:1998-الطبيب عيسى - صدق الله العظيم ج1: 1998 - عيون الحب:1998-محامي - أبو حنيفة النعمان:1997-بن أبي ليلى - أسرار خاصة:1997-حسين الفيومي - التوأم:1997 - الدنيا وما فيها:1997 - الماضي يعود الآن:1997 - بحار الغربة:1997 - بريء في ورطة:1997-الطبيب النفساني - ضد التيار:1997 - عصر الأئمة:1997-أبو يعقوب المصري - عندما تضحك الأوتار:1997 - أشواك الحب ج2: 1996 - الأبطال ج1: 1996-جاكسون - حارة المحروسة:1996 - سنوات الغضب:1996-منصور - عزبة المنيسي:1996 - لن أعيش في جلباب أبي:1996-الحاج بدوي - أبو القاسم الطنبوري وإخوانه:1995 - الزواج على طريقتي:1995 - الزيني بركات:1995-برهان الدين بن سيد الناس (شهبندر التجار) - الفرسان:1995-جلال الدين بن خوارزم شاه - حديقة الصغار:1995 - عظماء في التاريخ:1995 - ليالي الحلمية ج5: 1995-فؤاد - أحلام العنكبوت:1994 - العائلة:1994 - الوصي:1994-فضل الله - سر الأرض:1994 - عمر بن عبد العزيز:1994-أبو بكر بن حزم - الحضارة العربية الإسلامية:1993 - الطريد:1993 - العودة الأخيرة:1993 - الوعد الحق:1993-بطريرك حبشي - رحلة العمر:1993-أبو عبد العزيز - محمد رسول الله إلى العالم:1993 - السيرة العربية:1992 - بيوت في المدينه:1992 - جبال النار:1992 - في المرآة:1992 | - وكان لقاء:1992-خال أحمد أبو النصر - العودة:1991 - شموع لا تنطفئ:1991 - أصل الحكاية:1990 - الوسية:1990 - رأفت الهجان ج2:1990-صادق - غزوة بدر الكبرى:1990 - كنوز لا تضيع:1990 - مجالس العرب: من مجالس هارون الرشيد:1990 - نقطة تحول:1990 - أبيض وأسود:1989-محمد - الإسلام حضارة:1989 - الحب في عصر الجفاف:1989 - الكهف والوهم والحب:1989 - بالوالدين احسانا:1989 - محاكمة الجيل:1989 - البيت الكبير:1988 - الزائرون:1988 - ثمار الشوك:1988-محمود - مكان في القلب:1988 - الطبري:1987-الربيع بن سليمان - القضاء في الإسلام:6 أجزاء - لا إله إلا الله ج3، 4: 1987-عانوس، 1988 - الأنصار:1986 - المرقش شاعر الحزن:1985 - علاء الدين أبو الشامات:1985 - الزير سالم:1984 - جوهرة القصر:1984 - عصفور في القفص:1984-مختار - نور الدين زنكي:1984 - نور الإسلام:1983 - أواخر الأيام:1982 - كان ياما كان:1982 - الفتوحات الإسلامية:1981 - محمد رسول الله ج2:1981 - أبنائي الأعزاء..شكراً:1979 - فواكه الشعراء:1979 - الوهم:1965 - الثمن - أئمة الهدى - حدود الله - حكاية الأيام - رحلة المعرفة - طريق النور - عبد الرحمن الغافقي - عروة بن الزبير - كانوا في طفولتهم - من دعاة الخير - من قصص القرآن - نداء الفجرسليمان - هبة من الله |

### مسلسل إذاعي
| - رجال صنعوا الحضارة:2004 - العصافير:1985 - إسألوا الأيام:1977 - ابن البرق | - احترس من شوال الدقيق: عبدالفتاح - أغرب القضايا: قضية مقتل القنصل - أكتوبر يا آخر الحروب - الانتقام | - الضباب - المحطة الأخيرة - عفوا لا داعي للإزعاج - عيون عطية | - غريب في وادي القمر - مكان للأم - ملاعيب علي الزيبق - وأشرق النور |

### مسرحية
- أدهم الشرقاوي:2008
- باب الشعرية

### سهرة تليفزيونية
| - الرنين والصدى:2005 - جلسة على نية:2000 - مهما طال الزمن:1995-د.سلامه - جوازة ناقصاها شاهد:1992 - الاختيار المرسيد البنهاوي | - الحاجةخال أسامة - الحب كلمة من حرفين - النور والنار - أمانتك مهر لأبنتي - مقابل أتعاب |

### أدوار اخرى
| - معكم منى الشاذلي:2014-ضيف شرف - على باب مصر:2006-مصحح اللغة العربية - الهـودج:2002-مراجعة اللغة العربية - فارس العرب:2002-تصحيح اللغة العربية - الفتح المبين:2000-المراجعة اللغوية - نسر الشرق ج1: 1999-المراجعة اللغوية | - الإمام ابن حزم:1998-مراجعة اللغة العربية - ألف ليلة وليلة: ذات الخال:1998-المراجعة اللغوية - الأبطال ج2: 1997-المراجعة اللغوية - عصر الأئمة:1997-مراقب اللهجة - أبو القاسم الطنبوري وإخوانه:1995-المراجعة اللغوية - الفرسان:1995-مراجعة اللغة العربية | - رحلة العمر:1993-مراجعة لغوية - جبال النار:1992-المراجعة اللغوية - كنوز لا تضيع:1990-التدقيق اللغوي - لا إله إلا الله ج3: 1987-المراجعة اللغوية - المرقش شاعر الحزن:1985-المراجعة اللغوية - نداء الفجر:-المراجعة اللغوية |